# Chumo
Pour les articles homonymes, voir Chumo.
Chumo (chinois : 处默 ; chinois traditionnel : 處默 ; pinyin : Chǔmò ; Wade : Ch'umo) est un moine et un poète de la fin de la dynastie Tang. Il naît vers la période de l’empereur Wenzong (r. 827-840) et décède vers l’an 874. Il est originaire de la préfecture Wuzhou, comté de Jinhua (aujourd’hui Jinhua, dans la province du Zhejiang). Seuls neuf de ses poèmes sont parvenus jusqu’à aujourd’hui.

## Biographie
Chumo est très peu mentionné dans les ouvrages historiques. Il serait né sous le règne de l’empereur Wenzong des Tang et mort vers l’an 874. Dans sa jeunesse, il entre en religion dans un monastère de Lanxi au Zhejiang. Ce monastère se trouve voisin de celui où vit le célèbre moine-poète Guanxiu. Chumo et Guanxiu se lient d’amitié profonde et ensemble ils récitent les écritures. Ils échangent aussi souvent des poèmes en réponse l’un à l’autre. Le disciple de Guanxiu, Tanyu, écrit ceci : « Mon maître, avec le jeune moine voisin nommé Chumo, alors qu’ils étaient tous deux âgés d’une dizaine d’années, décidèrent ensemble de se consacrer à la récitation des écritures. À chaque pause dans leur intense pratique, ils composaient et s’échangeaient des poèmes. » p. 105,.
Devenu adulte, Chumo voyage à Hangzhou, Runzhou et autres endroits. Il séjourne quelque temps sur le mont Lushan et sur le mont Jiuhua. Plus tard, il se rend à Chang'an et réside au monastère Ci'en. Il visite à plusieurs reprises des lieux saints du bouddhisme et ce dans le but d'approfondir l’essence de la doctrine; de plus, il en profite pour transmettre son savoir à d’autres. Il est ami et échange des poèmes avec Luo Yin — célèbre pour avoir échoué dix fois aux examens impériaux —, de Zheng Gu — connu dans le monde pour son poème La Perdrix — et d’autres. Il meurt vers la fin des Tang et le début des Liang. Contrairement aux poètes-moines célébrés à la cour comme Qibai et Yuanfu, Chumo, tout comme  un autre moine poète Qiji, s’est toujours tenu en retrait de cette existence p.250.
Le poète Pei Yue a écrit un poème en l’honneur de Chumo. Voici un extrait :

« Vieilli, il s’est incliné devant les genévriers insensibles au froid,

Ce qu’il laissa aux nuages fut la solitude.

Il porta son bol d’aumône plusieurs fois ;

Et légua sa robe de moine pour qu’elle ne soit pas brûlée. »,.

## Oeuvres
- Recueil de poèmes: le Catalogue général de Chongwen (崇文总目) et l’Histoire des Song – Traité des arts et des lettres (宋史- 艺文志) font part d’un recueil des poèmes de Chumo en un volume, mais ce recueil est aujourd’hui disparu[1].
- L’anthologie Poésie complète des Tang (全唐詩) conserve neuf de ses poèmes[6] vol. 849.

### Poème
Voici un de ses poèmes qui a « été célébré par la postérité comme " le premier des poèmes de moines", quarante caractères seulement, et absolument remarquable. »,

#### Le Temple de Shenghuo(聖果寺)
| Chinois 路自中峰上， 盤回出薜蘿。 到江吳地盡， 隔岸越山多。 | Traduction libre Le chemin monte depuis le pic central, Serpentant à travers les vignes et le lierre. Arrivé au fleuve, la terre de Wu s’achève, Au-delà du rivage, se dressent d’innombrables montagnes du pays Yue. |
| 古木叢青靄， 遙天浸白波。 下方城郭近， 鐘磬雜笙歌。         | Des arbres anciens s’élèvent dans une brume verdoyante, Le ciel lointain se mêle aux vagues blanches. Plus bas, la ville et ses remparts sont proches, Cloche, carillon, et flûtes s’entremêlent aux chants.          |